# Devicova bolest
Neuromyelitis optica ili Devicova bolest je autoimuna, upalna bolest u kojoj vlastiti imunološki sustav napada mijelin jer ga greškom prepoznaje kao strano tijelo što uzrokuje upalu optičkog živca (optički neuritis) i leđne moždine (myelitis). Devicova bolest rijedak je poremećaj sličan multiploj sklerozi, ali zahtjeva drugačiji terapijski pristup. Smatra se oblikom akutnog diseminirajućeg encefalomijelitisa.
Iako upalom može biti zahvaćen i mozak, lezije su drugačije u odnosu na one viđene kod multiple skleroze. Lezije leđne moždine dovode da različitih stupnjeva slabosti ili paralize nogu ili ruku, gubljenja osjeta (uključujući sljepoću), te gubitak kontrole sfinktera.
Najvjerojatnije ciljno mjesto autoimunog djelovanja je protein živčanih stanica aquaporin 4.

## Simptomi
Glavni simptomi Devicove bolesti su gubitak vida i funkcije leđne moždine. Kao i kod optičkih neuritisa druge etiologije, smanjenje vida se obično očituje kao smanjenje vidne oštrine, iako se oštećenje ili gubitak kolornog vida može pojaviti izolirano ili prije gubitka vidne oštrine. Disfunkcija leđne moždine može dovesti do slabosti mišićja, ispada senzibiliteta, disfunkcije mokraćnog mjehura i poremećaja stolice. Karakteristična je spastička slabost nogu (parapareza) ili ruku i nogu (tetrapareza) s ispadima osjeta često udruženo s disfunkcijom mjehura.

## Mehanizam
Devicova bolest je bolest srodna multiploj sklerozi po tome što u oba slučaja autoimuni sustav napada mijelin koji obavija živčane stanice. Razlika je u tome što napad nije posredovan limfocitima T kao što je to slučaj kod multiple skleroze već NMO IgG protutijelima (NMO protutijela). Antigen na koji djeluju NMO protutijela je aquaporin 4 koji se nalazi na staničnoj membrani astrocita, a djeluje kao kanal za prolaz tekućine kroz staničnu membranu. Aquaporin 4 je dio astrocita koji okružuju krvno-moždanu barijeru koja sprječava prolazak tvari iz krvi u mozak. Krvno-moždana barijera je u bolesnika s Devicovom bolesti oslabljena, ali je u ovom trenutku još uvijek nepoznato na koji način NMO IgG imuni odgovor dovodi do demijelinizacije. Mnoga patološka istraživanja Devicove bolesti usmjerena su na leđnu moždinu. Oštećenje leđne moždine može varirati od upalne demijelinizacije do nekroze bijele i sive tvari. Upalne lezije u Devicovoj bolesti su klasificirane kao lezije tipa dva (komplementom posredovana demijelinizacija), ali se razlikuju od upalnih lezija u multiploj sklerozi po svojoj izraženoj perivaskularnoj distribuciji.

## Dijagnostika
Godine 2006. Mayo klinika donosi revidirane kriterije za dijagnozu Devicove bolesti. Po tim smjernicama za dijagnozu Devicove bolesti moraju biti prisutna 2 apsolutna kriterija i minimalno 2 od 3 relativna kriterija.
Apsolutni kriteriji:
1. Optički neuritis
2. Akutni mijelitis

Relativni kriteriji:
1. MRI mozga koji ne odgovara kriterijima za početak multiple skleroze
2. MRI leđne moždine kojim se prikazuje promjena signala u T2 mjerenoj slici u području 3 ili više vertebralnih segmenata što ukazuje na relativno veliku leziju leđne moždine.
3. NMO IgG seropozitivni status - NMO IgG testom provjerava se prisutnost protutijela na aquaporin 4.

### Oblici bolesti
•	Devicova bolest prema gore navedenim dijagnostičkim kriterijima
•	Ograničeni oblici Devicove bolesti kao jedna ataka ili ponavljajući longitudinalni ekstenzivni mijelitis i bilateralni rekurentni optički neuritis
•	Azijska optičko-spinalna multipla skleroza – ovaj oblik može zahvaćati središnji živčani sustav na isti način kao i kod multiple skleroze
•	Longitudinalni ekstenzivni mijelitis ili optički neuritis udružen sa sistemskom autoimunom bolesti
•	Optički neuritis ili mijelitis udružen s lezijama specifičnih područja mozga kao što su hipotalamus, periventrikularna jezgra ili moždano deblo.
Još uvijek se raspravlja o tome da li je Devicova bolest zasebna bolest ili dio širokog spektra multiple skleroze. Devicova bolest se razlikuje od multeiple skleroze po tome što obično ostavlja veće sekvele nakon akutne epizode, multipla skleroza nerijetko se prezentira kao transverzalni mijelitis, pokazuje prisutnost oligoklonskih traka u cerebrospinalnom likvoru kao i lezije bijele tvari mozga (MRI), što nije često u bolesnika s Devicovom bolesti, ali se pojavljuje u 90% slučajeva bolesnika s multiplom sklerozom. Nedavno je otkriveno da se Devicova bolest razlikuje od multiple skleroze na osnovu antivirusnog imunog odgovora.
Devicova bolest je često uzrokovana mnogim sistemskim bolestima kao što su kolagene vaskularne bolesti, autoimunim bolestima, infekcijom varicella-zoster virusom, Epstein Barr virusom, HIV virusom, te izloženošću clioquinolu i antituberkuloticima.

## Liječenje
Trenutačno ne postoji specifična terapija za Devicovu bolest, te je liječenje simptomatsko. U bolesnika koji se oporave, vid ostaje značajno oštećen, te je i dalje prisutna slabost ekstremiteta.
U prevenciji relapsa bolesti primijenjuju se tijekom kraćeg vremena visoke doze kortikosteroida intravenski, kao što je metilprednizolon IV. Ako ne dođe do poboljšanja na primijenjenu terapiju ili bolest progredira moguća je primjena plazmafereze.

### Sekundarna prevencija
Nikakvim kontroliranim istraživanjima nije se dokazala učinkovitost liječenja ili prevencije relapsa bolesti, no brojni stručnjaci se slažu da dug period imunosupresije pomaže smanjenju učestalosti i jačine napadaja bolesti. U tu svrhu primijenjuju se azatioprin (Imuran) u kombinaciji s prednizonom, mikofenolat mofetil u kombinaciji s prednizonom, Rituximab (monoklonalno protutijelo), Mitoxantron, intravenski imunoglobulin (IVIG) i ciklofosfamid. Godine 2007. prijavljeno je da bolesnici dobro reagiraju na primjenu glatiramer acetata i niskih doza kortikosteroida.

## Prognoza
U većini slučajeva dolazi do poboljšanja tijekom nekoliko tjedana. Bolest može imati monofazan ili remitentan tijek. U oko 85 % bolesnika prisutan je remitentni tijek bolesti s ponavljanim atakama transverzalnog mijelitisa i/ili optičkog neuritisa između kojih prođe nekoliko tjedana do nekoliko mjeseci. U bolesnika s monofaznim tijekom bolesti transverzalni mijelitis i optički neuritis pojavljuju se istovremeno ili unutar nekoliko dana. Oko 55% bolesnika doživi relaps tijekom prve godine, a 90% tijekom 5 godina. Nasuprot multiploj sklerozi, Devicova bolest ne prelazi u sekundarno progresivan oblik u kojem dolazi do brzog i nezaustavljivog napredovanja neuroloških simptoma. Oko 20% bolesnika s Devicovom bolesti ima trajan gubitak vida, a 30% trajnu paralizu jedne ili obje noge. Među bolesnicima s relapsnim oblikom bolesti, 50% ima paralizu ili sljepoću tijekom 5 godina. Kod nekih pacijenata (prema jednom istraživanju oko 33%) transverzalni mijelitis u vratnom dijelu leđne moždine rezultira paralizom respiratorne muskulature i smrću. Danas su dijagnostički kriteriji za Devicovu bolest jasno određeni, liječenje je poboljšano, pa se pretpostavlja da će ovakvih slučajeva biti puno manje.

## Epidemiologija
Prevalencija i incidencija Devicove bolesti je nepoznata zbog toga što bolest često ostaje neprepoznata ili se greškom dijagnosticira kao multipla skleroza. Dvije trećine bolesnika su žene, a 80% njih ima remitentni oblik bolesti. Prema podatcima Walton centra u Engleskoj, Devicova bolest je rasprostranjena širom svijeta, više u umjerenim klimatskim pojasevima i kod pripadnika bijele rase. Afrikanci i Azijci pogotovo na Dalekom istoku imaju veći rizik za razvoj Devicove bolesti, iako točni podatci nisu poznati. U biti, azijska optičko-spinalna multipla skleroza (koja čini 30% svih slučajeva multiple skleroze u Japanu) smatra se jednim od oblika Devicove bolesti. Oko 35% Afroamerikanaca ima krivu dijagnozu multiple skleroze, dok zapravo imaju Devicovu bolest. Kod populacije u tropskim i subtropskim područjima, multipla skleroza je rijetkost, ali kada se pojavi obično je u formi optičko-spinalne multiple skleroze. 
Bolest se ne nasljeđuje.

## Povijesna pozadina
Godine 1870. Sir Thomas Clifford Allbutt je prvi primijetio povezanost između optičkog neuritisa i mijelitisa. Godine 1894. Eugène Devic i njegov student Fernand Gault opisali su 16 bolesnika koji su izgubili vid na jedno ili oba oka i tijekom nekoliko tjedana razvili spastičku slabost udova, gubitak osjeta i često gubitak kontrole sfinktera mjehura. Prepoznali su da su ti simptomi bili rezultat upale optičkog živa i leđne moždine. 
Neki od pacijenata su imali slične promjene u mozgu što više govori u prilog akutnog diseminirajućeg encefalomijelitisa ili multiple skleroze.
Godine 2004. istraživači s Mayo Klinike identificirali su protein aquaporin 4 kao ciljno mjesto djelovanja bolesti i razvili test kojim se u krvi dijagnosticiraju protutijela na taj protein (NMO IgG protutijela). Neki bolesnici s Devicovom bolesti mogu biti seronegativni, dok drugi kod kojih se još nije razvila klinička slika potrebna da zadovolji dijagnostičke kriterije, mogu biti seropozitivni. Prema izvještaju s Klinike Mayo, to je prvo ciljno mjesto djelovanja protutijela dokazano kod demijelinizacijske upalne bolesti.
|  | Molimo pročitajte upozorenje o korištenju medicinskih informacija. Ne provodite liječenje bez savjetovanja s liječnikom! |